# 灘中学校・高等学校
灘中学校・高等学校（なだちゅうがっこう・こうとうがっこう）は、兵庫県神戸市東灘区魚崎北町に所在し、中高一貫教育を提供する私立男子中学校・高等学校。
高等学校において、中学校から入学した内部進学の生徒と高等学校から入学した外部進学の生徒との間で、第1学年から混合してクラスを編成する併設混合型中高一貫校。

## 概要

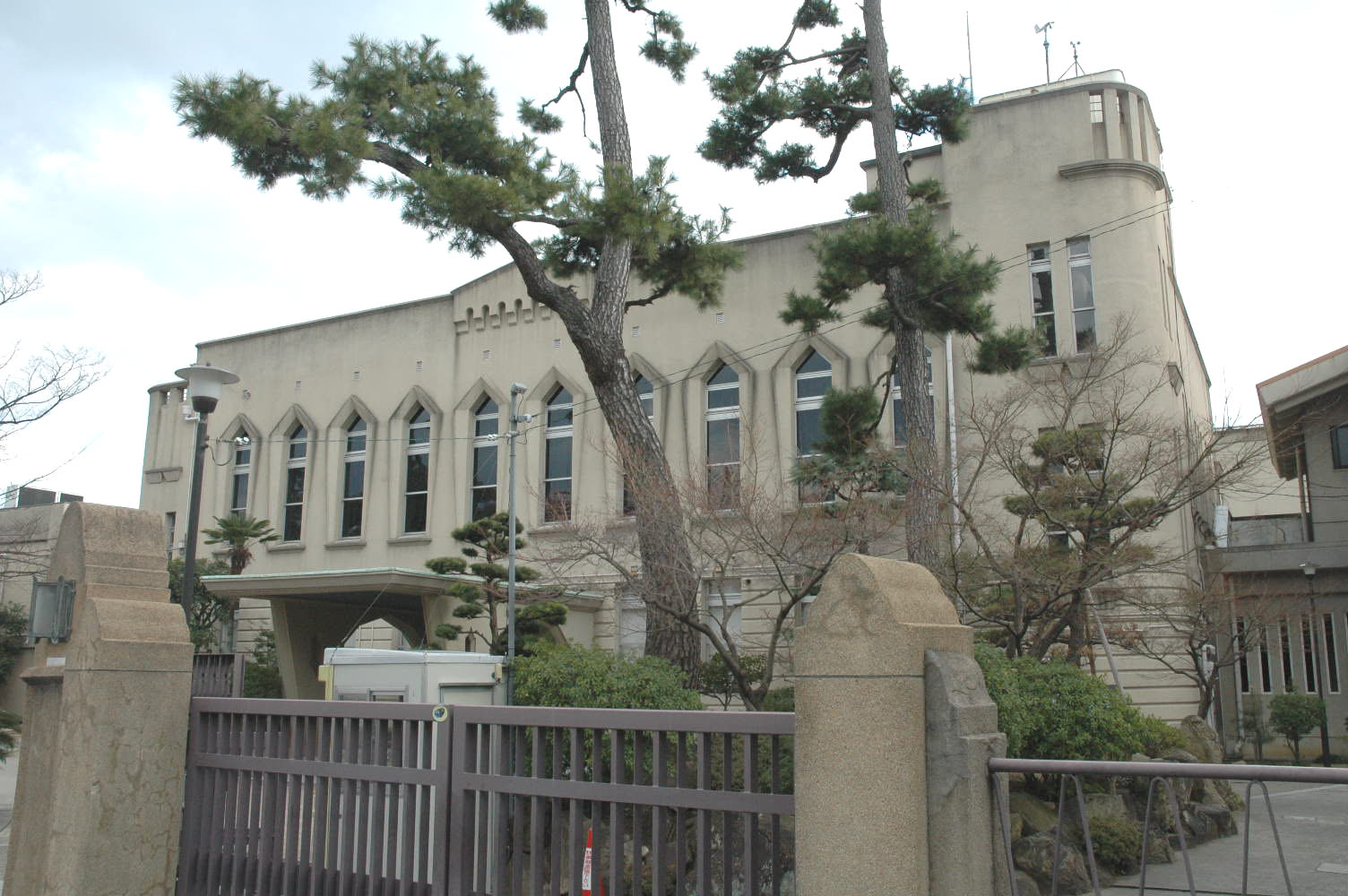
本館

1927年（昭和2年）設立。設置者は学校法人灘育英会。校舎のうち、現在も使用中の本館は国の登録有形文化財に登録されている。1学年の生徒数は中学180名、高校220名である。

## 沿革
灘五郷の酒造家である嘉納治郎右衛門（菊正宗）、嘉納治兵衛（白鶴）、山邑太左衛門（櫻正宗）によって設立された。
設立に当たっては、嘉納家の親戚で、講道館柔道の創始者であり、東京高等師範学校の校長であった嘉納治五郎が顧問として参画。治五郎が柔道の精神として唱えた「精力善用」「自他共栄」が校是となった。
初代校長は京都府立亀岡高等女学校校長から招聘された眞田範衞が治五郎からの要請で就任。眞田は灘校の「教育の方針」を定め、自ら校歌・生徒歌も作詞した。1927年（昭和2年）10月24日に旧制灘中学校として設立認可を受け、この日を創立記念日とし、翌年の1928年（昭和3年）4月1日に開校した。
第二次世界大戦前は好村三郎（立大）や松尾俊治（慶大）らを東京六大学野球に送り込んでいた野球部の活躍が知られていたが、戦後の学制改革を経てからは全国屈指の進学校へと躍進を遂げた。1968年（昭和43年）には、それまで君臨してきた東京都立日比谷高等学校以外で初めて東京大学合格者数全国首位の座に立った。

## 教育システム
各教科の担任が担任団を組み、中学入学から高校卒業まで学年を持ち上がっていく。これによって、6年間を見越したカリキュラムが可能となっている。

## 校風
校則が存在しない自由な校風が特徴である。服装規定がない等、風紀については生徒の良識に委ねられている。

## 部活動
運動部
野球部、サッカー部、ソフトテニス部、ラグビー部、硬式テニス部、陸上競技部、バスケットボール部、バドミントン部、バレーボール部、剣道部、柔道部、卓球部、ワンダーフォーゲル部、水泳部、少林寺拳法同好会、ソフトボール同好会
文化部
ESS、アマチュア無線研究部、囲碁部、将棋部、数学研究部、地理歴史研究部、鉄道研究部、クイズ同好会、社会科学同好会、写真同好会、書道同好会、アニメ研究会、地学研究部、文芸同好会、マジカル同好会、化学研究部、物理研究部、ディベート同好会、パソコン研究部、生物研究部、古典文化同好会、レゴ同好会、クラシック研究部、グリークラブ、ブラスバンド部

## 灘甲戦
毎年6月に甲南中学校・高等学校と灘・甲南定期親善試合を催している。
甲南高等学校は戦前、7年制高等学校であったが、学制改革により、新制の甲南中学・高校に改組する。同じくして新制高校となった灘校から多数の生徒が近隣の甲南大学に入学した。そのことが縁で1953年（昭和28年）から交流戦が始まり、現在に至る。

## アクセス
- JR 住吉駅から徒歩10分[1]
- 阪神 魚崎駅から徒歩10分[1]
- 阪急 岡本駅から徒歩25分[1]

## 備考
六甲山落石事故訴訟
1985年（昭和60年）11月7日に実施された「六甲山集中登山」に参加した同高校3年生の生徒が、落石に遭って死亡する事故が起きた。この遠足では学校側が指定した5つのコースから生徒の班が選択して実施することになっていたが、事故に遭遇した班は独断でコースを変更し、それを学校側に報告していなかった。遺族は学校法人灘育英会に対して安全配慮義務違反および使用者責任に基づく損害賠償を求める民事訴訟を神戸地方裁判所に提訴したが、神戸地裁は1992年（平成4年）3月23日の判決で、学校の自主性尊重の校風、被害者生徒が中学2年生からワンダーフォーゲル部に所属して登山の経験を有していたこと、さらに「高校3年生ともなれば、心身発達の程度が一般に成人のそれにほぼ匹敵するに至ることは経験則に照らして明らかというべきであるから、かかる生徒に対しては自己の行為について自主的な判断で責任を持った行動をとることを期待することができる」といった理由から、「逐一指導監督するまでの義務はないものと解するのが相当」とする判決を下した。
阪神・淡路大震災
1995年（平成7年）1月17日に発生した阪神・淡路大震災において、同校の保健室が臨時診療所として使用され、体育館は緊急の遺体安置所として使用された。また、グラウンドでは自衛隊からの食糧配給なども行われていた。この地震の影響で校舎の耐震工事が行われた。